# Gabriele Hasmann

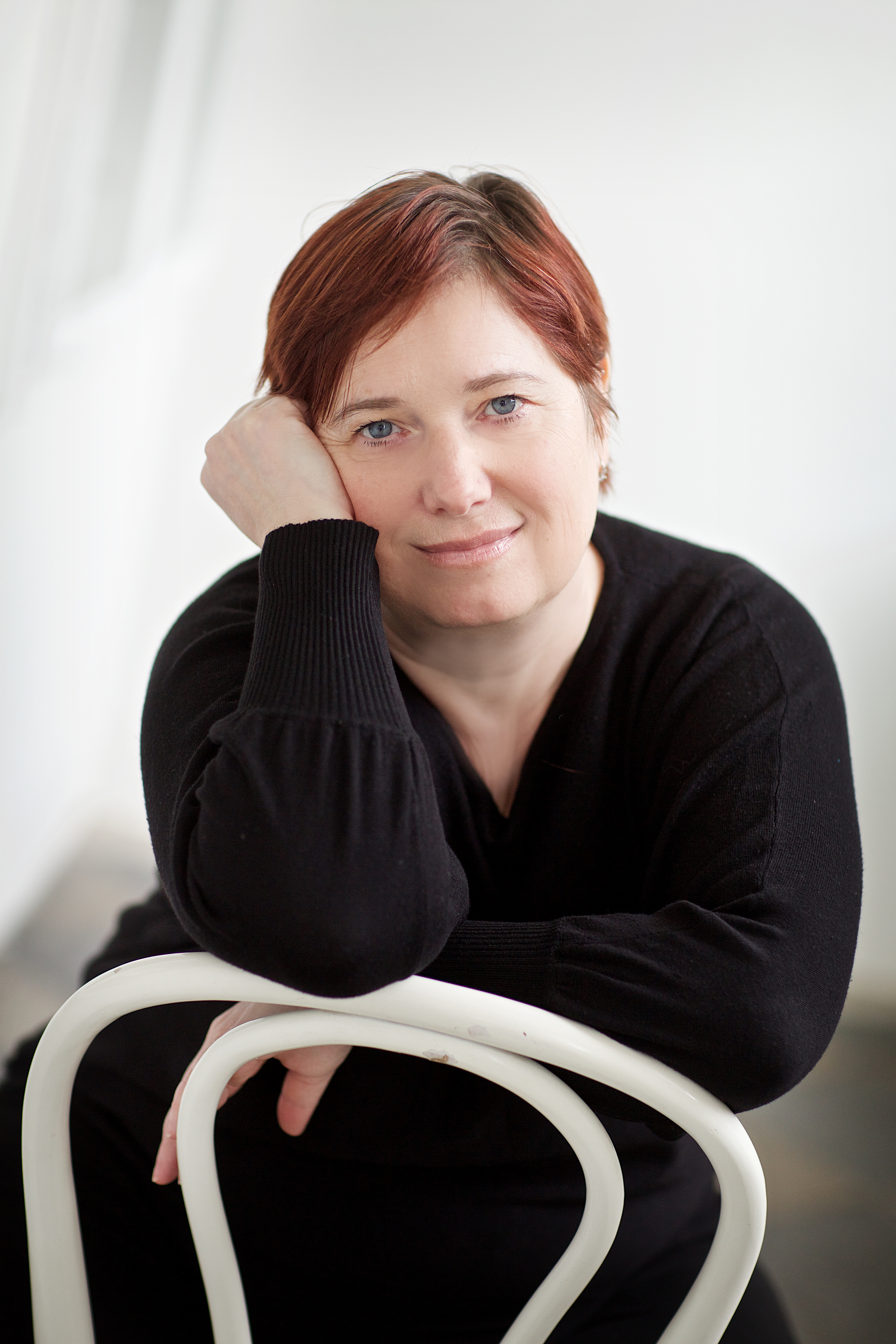
Gabriele Hasmann 2022

Gabriele Hasmann (* 9. August 1968 in Wien) ist eine österreichische Autorin, Ghostwriterin, Journalistin und Pressetexterin. Sie verfasst Sachbücher, die unter anderem historische Persönlichkeiten, geschichtliche Ereignisse, wahre Verbrechen und mysteriöse Phänomene zum Inhalt haben. Seit 2022 schreibt sie auch Krimis.

## Leben und Werk
Gabriele Hasmann wohnt seit 1969 in Baden. Von 1988 bis 1993 absolvierte sie ein Studium der Germanistik und Philosophie. Danach arbeitete sie von 1993 bis 1998 als Kolumnistin, Lokal- und Kultur-Redakteurin bei der Badener Szene-Zeitung „Extrablatt“ sowie bei der Badener Rundschau. Während dieser Zeit brachte sie die Literatur-Zeitschrift „Frischer Wind“ im Eigenverlag heraus. Von 1998 bis 2000 war sie Nachrichten-Redakteurin und -Sprecherin, Kultur- und Lokal-Reporterin, sowie Chefin vom Dienst bei den Privat-Radio-Sendern 93,4-die Musikwelle in Traiskirchen und 92,9 RTL-Wien, anschließend bis 2010 Redakteurin und Talkshow-Producerin bei „Speed“ und „Talk to me“/ATV sowie bei der „Barbara Karlich-Show“/ORF.
Seit 2011 ist Gabriele Hasmann als freiberufliche Schriftstellerin und Texterin tätig, veranstaltet darüber hinaus Events wie Gruseltouren in Baden und Wien sowie das „Mystery Dinner“ an diversen geschichtsträchtigen Schauplätzen in Wien, Niederösterreich und dem Burgenland.
Im April 2024 erhielt die Autorin das silberne Ehrenzeichen für Verdienste um das Bundesland Niederösterreich.

## Publikationen
- Von seltsamen und anderen Dingen. Kurzgeschichten. Kasskara-Verlag, 1995, ISBN 3-929084-34-1.
- mit Christof Bieberger und Alexandra Gruber: Spuk in Wien. Ueberreuter Verlag, 2004, ISBN 3-8000-7017-0.
- mit Christof Bieberger und Alexandra Gruber, Johannes v. Herberstein: Geisterschlösser in Österreich. Ueberreuter Verlag, 2005, ISBN 3-8000-7062-6.
- Rechtsirrtümer im Alltag. Molden-Verlag (Styriabooks), 2008, ISBN 978-3-85485-224-7.
- mit Ursula Hepp: Geisterjäger – Auf der Spur des Übersinnlichen. Ueberreuter Verlag, 2009, ISBN 978-3-8000-7426-6.
- Im Namen der Republik. Molden-Verlag (Styriabooks), 2010, ISBN 978-3-85485-243-8.
- Sieben Tage. Gruselkrimi. Arovell-Verlag, 2010, ISBN 978-3-902547-05-7.
- mit Ursula Hepp: Hexen, Heiler und Dämonen – Geheimnisvolle Orte und magische  Menschen in Österreich. Ueberreuter Verlag, 2010, ISBN 978-3-8000-7471-6.
- Die geheime Geschichte von Österreichs Kulturdenkmälern – Der Stephansdom. Pichler-Verlag (Styriabooks), 2011, ISBN 978-3-85431-555-1.
- Das Böse Frauen Buch – Lieber rotzfrech als kreuzbrav. Verlag Goldegg, 2012, ISBN 978-3-902729-82-8.
- mit Ursula Hepp: Spuk in Österreich – Unheimliche Orte und mysteriöse Begegnungen. Ueberreuter Verlag, 2012, ISBN 978-3-8000-7524-9.
- mit Pamela Obermaier: Seitensprung – Treuetester decken auf. Verlag Goldegg, 2013, ISBN 978-3-902903-12-9.
- mit  Ursula Hepp: Unheimliches Österreich – Mysteriöse Orte und Begegnungen. Ueberreuter Verlag, 2013, ISBN 978-3-8000-7568-3.
- Spuk in Salzburg. Guide. Ueberreuter Verlag, 2014, ISBN 978-3-8000-7589-8.
- Spuk in der Steiermark. Guide. Ueberreuter Verlag, 2014, ISBN 978-3-8000-7590-4.
- mit Gerhard Kunze: Das magische Wien – Spaziergänge an Kraftorte. Amalthea Verlag, 2014, ISBN 978-3-85002-869-1.
- mit Claudia Böhm: Warum Schokolade nicht glücklich macht, Schadenfreude aber schon. Verlag Goldegg, 2014, ISBN 978-3-902903-75-4.
- Spuk in Wien. Guide. Ueberreuter Verlag 2014, ISBN 978-3-85002-869-1.
- mit Pamela Obermaier: Gummibärchen für die Seele – Mystik für Einsteiger und Realisten. Verlag Goldegg, 2014, ISBN 978-3-902991-10-2.
- Wien zu zweit – Magische Momente, romantische Plätze und zauberhafte Geschichten. Verlag Goldegg, 2015, ISBN 978-3-902991-56-0.
- Spuk in Oberösterreich. Guide. Ueberreuter Verlag, 2015, ISBN 978-3-8000-7608-6.
- Die spukenden Habsburger – Blaublütigen Geistern auf der Spur. Ueberreuter Verlag, 2015, ISBN 978-3-8000-7628-4.
- mit Alexandra Wischall-Wagner: Mit dem Hund in Wien – Auf vier Pfoten durch die Stadt. Verlag Goldegg, 2015, ISBN 978-3-902991-79-9.
- Spuk in Niederösterreich. Guide. Ueberreuter Verlag, 2016, ISBN 978-3-8000-7643-7.
- mit Alexandra Wischall-Wagner: Gesund mit Hund – Fitness- und Seelenschmeichler für Mensch und Tier. Verlag Goldegg, 2016, ISBN 978-3-903090-23-1.
- Stadtgeheimnisse – Baden bei Wien. Kral Verlag, 2016, ISBN 978-3-99024-469-2.
- Die romantischen Habsburger – Echte Liebesgeschichten, ungeplante Amouren und skandalöse Abenteuer. Kral Verlag, 2016, ISBN 978-3-99024-470-8.
- Spukguide Wien. Ueberreuter Verlag, 2017, ISBN 978-3-8000-7669-7.
- Prominente Geister – Wo berühmte Persönlichkeiten in Österreich spuken. Ueberreuter Verlag, 2017, ISBN 978-3-8000-7669-7.
- mit Iris Otto-Siemakowski: Mahlzeit! Clevere Rezeptideen für Mensch und Hund. Verlag Goldegg, 2017, ISBN 978-3-99060-026-9.
- Das Horoskop der Pflanzen. Ueberreuter Verlag, 2018, ISBN 978-3-8000-7698-7.
- mit Fotografin Charlotte Schwarz: Mystisches Baden. Kral Verlag, 2018, ISBN 978-3-99024-775-4.
- Habsburgs schräge Vögel. Ueberreuter Verlag, 2018, ISBN 978-3-8000-7702-1
- mit Fotografin Charlotte Schwarz: Stadtführer Baden. Kral Verlag, 2019, ISBN 978-3-99024-822-5
- Spuk in Bayern. Ueberreuter Verlag, 2019, ISBN 978-3-8000-7725-0
- mit Fotografin Charlotte Schwarz: Geheime Pfade – Durchhäuser, Hinterhöfe und versteckte Gassln in Wien. Falter Verlag, 2019, ISBN 978-3-85439-639-0.
- Die Welt der Habsburger – für Kinder. Kral Verlag, 2019, ISBN 978-3-99024-851-5.
- mit Sabine Wolfgang: Die Wilde Wanda und andere gefährliche Frauen – Verbrecherinnen über die Jahrhunderte. Ueberreuter Verlag, 2020, ISBN 978-3-8000-7743-4.
- 101 Gedanken an Tom. Luzifer Verlag, 2020, ISBN 978-3-95835-510-1.
- mit Fotografin Charlotte Schwarz: Faszinierende Wege – Brücken, Stege und legendäre Stiegen in Wien. Falter Verlag, 2020, ISBN 978-3-85439-678-9.
- mit Sabine Wolfgang: Verbrecherisches Wien – Kriminalistische Stadtspaziergänge. Ueberreuter Verlag, 2021, ISBN 978-3-8000-7764-9.
- Habsburger (aus der Reihe Kurioses Österreich – Eine Sammlung skurriler und unterhaltsamer Fakten). Ueberreuter Verlag, 2021, ISBN 978-3-8000-7803-5.
- mit Alexander Blümel: Mord in der Kurstadt – Genesung ausgeschlossen. Historische Verbrechen in Baden im 19. und 20. Jahrhundert, Kral-Verlag, 2021, ISBN 978-3-99024-948-2.
- Verborgene Welten – Paralleluniversen, Zeitreisen und andere Mysterien. Ueberreuter Verlag, 2021, ISBN 978-3-8000-7751-9.
- mit Kirstin Allmenröder: Leopoldine Spielvogel und die Leiche im Kornfeld. True-Crime-Roman, Elsengold Verlag, 2022, ISBN 978-3-96201-095-9.
- mit Kirstin Allmenröder: Glutnest. Alpenkrimi, Verlag Federfrei, 2022, ISBN 978-3-99074-184-9.
- mit Sabine Wolfgang: Das wilde Wien – Grüne Oasen & urbane Wildnis in der Großstadt entdecken. Styria Verlag, 2022, ISBN 978-3-222-13691-7.
- mit Kirstin Allmenröder: Entfesselter Wahn. Psychothriller, Verlag Medimont, 2022, ISBN 978-3-933011-67-1.
- Sündiges Wien – Skandale, Lust und Laster. Ueberreuter Verlag, 2023, ISBN 978-3-8000-7833-2.
- Mystisches Salzkammergut – Rätselhafte Phänomene, geheimnisvolle Bräuche und märchenhafte Plätze. Ueberreuter Verlag, 2023, ISBN 978-3-8000-7843-1.
- mit Alexander Blümel: Baden bei Wien – Mondänes Kurbad für die noble Gesellschaft. Kral Verlag, 2023, ISBN 978-3-99103-009-6.
- 101 Insidertipps für Baden. Kral Verlag, 2024, ISBN 978-3-99103-1611.
- mit Christine Triebnig-Löffler: Erotisches Baden ... und ewig lockt die Kurstadt. Kral Verlag, 2024, ISBN 978-3-99103-160-4.
- Mystisches Erbe Wien. Auf den Spuren von Alchemie, Totenkult und Zauberei. Ueberreuter Verlag, 2024, ISBN 978-3-8000-7868-4.
- mit Fotografin Barbora Vavro Gruber: Von Tür zu Tür – Wiener Geschichten. Styria Verlag, 2019, ISBN 978-3-222-13726-6

## Preise
- 1993 Preis für Kinder- und Jugend-Literatur in Deutschland, Bad-Wildbad (1. Platz)
- 1995 Preis für Kurzprosa in Mödling (2. Platz)